# امانوئل فولون
امانوئل فولون (انگلیسی: Emmanuel Foulon; ۲۹ دسامبر ۱۸۷۱ – ۲۲ ژوئیهٔ ۱۹۴۵) کماندار اهل بلژیک بود.